# Tempio di Salt Lake
Il tempio di Salt Lake è il più grande (su più di 130 in tutto il mondo) e conosciuto tempio della Chiesa di Gesù Cristo dei santi degli ultimi giorni. È il sesto tempio costruito dalla Chiesa in generale, e il quarto tempio funzionante costruito dall'esodo mormone da Nauvoo.
Il tempio è la parte principale della piazza del Tempio di 10 acri (40 000 m2) a Salt Lake City nello Utah.
Benché non vi siano visite pubbliche all'interno del tempio (poiché è considerato sacro dalla Chiesa e dai suoi membri, è necessario un permesso di entrata chiamato raccomandazione per il tempio), i giardini del tempio sono aperti al pubblico e sono una famosa attrazione turistica. Per la sua localizzazione al quartier generale della Chiesa di Gesù Cristo dei santi degli ultimi giorni e per il suo significato storico, è sostenuto molto dai Santi degli ultimi giorni da molte parti del mondo.
Il tempio di Salt Lake è inoltre il luogo delle riunioni settimanali della Prima presidenza e del Quorum dei Dodici Apostoli. Pertanto, nel Tempio di Salt Lake ci sono delle speciali sale di riunione per questi scopi, compreso il Santo dei Santi, che non sono presenti negli altri templi.
Il nome ufficiale del Tempio di Salt Lake è anch'esso unico. Nei primi anni 2000, poiché la costruzione dei templi mormoni accelerava sensibilmente, la Chiesa annunciò una convenzione formale per i nomi di tutti i templi esistenti e futuri. Per i templi situati negli Stati Uniti d'America e in Canada, il nome del tempio è generalmente quello della città in cui il tempio è situato, seguito da quello dell'opportuno stato o provincia (senza virgola).  Per i templi fuori dagli Stati Uniti e dal Canada, il nome del tempio è generalmente quello della città (come sopra) seguito dal nome del Paese. Tuttavia, per motivi nei quali la Chiesa non entrò nei particolari (probabilmente per il significato storico e la prominenza mondiale del tempio), al Tempio di Salt Lake fu concessa un'eccezione alla nuova regola, pertanto esso evitò di essere rinominato "tempio di Salt Lake City, Utah".
Il Tempio è stato progettato per evocare il Tempio di Salomone a Gerusalemme. È orientato verso Gerusalemme e la grande vasca usata come fonte battesimale è montata sulla schiena di dodici buoi, come il Mare di bronzo nel Tempio di Salomone.

## Costruzione e dedicazione del tempio
Il sito del tempio fu scelto da Brigham Young, il secondo profeta mormone, il 28 luglio 1847, appena quattro giorni dopo l'arrivo dei pionieri mormoni nella Salt Lake Valley. Il luogo fu dedicato il 14 febbraio 1853 e il primo colpo di piccone fu dato dallo stesso Young il 6 aprile dello stesso anno.
Le fondamenta vennero costruite in arenaria, ma durante la Guerra dello Utah, per proteggerle da una possibile distruzione dell'esercito statunitense, vennero sepolte. Alla fine del periodo di tensioni, nel 1858, i lavori vennero ripresi, e si scoprì che molte pietre delle fondazioni si erano spezzate, rendendole inutilizzabili. L'arenaria fu sostituita con adamellite, una pietra simile al granito, ricavata dalla località di Little Cottonwood Canyon, distante 23 miglia a sud-est dal tempio. Il materiale fu trasportato attraverso carri tirati da buoi, e dal 1869 venne sfruttata la nuova linea ferroviaria.
L'ultima pietra del tempio venne posata il 6 aprile 1892, sotto la dirigenza del profeta Wilford Woodruff. Sulla guglia più alta del tempio venne posta una statua dell'angelo Moroni alta 4 metri. Gli interni del tempio vennero terminati entro l'anno e l'edificio fu dedicato il 6 aprile 1893, a 40 anni dall'inizio della costruzione. Il primo presidente del tempio fu John R. Winder.